# تايغا نيشياما
تايغا نيشياما (باليابانية: 西山 大雅) هو لاعب كرة قدم ياباني في مركز الدفاع، ولد في 24 أغسطس 1999 في كاناغاوا في اليابان. لعب مع يوكوهاما إف مارينوس.

## وصلات خارجية
- تايغا نيشياما على موقع رابطة كرة القدم اليابانية للمحترفين (اليابانية)
- تايغا نيشياما على موقع قاعدة بيانات كرة القدم.إي يو (الإنجليزية)
- تايغا نيشياما على موقع Soccerway.com (الإنجليزية)
- تايغا نيشياما على موقع عالم كرة القدم.نت (الإنجليزية)